# Kjell Waløen
Kjell Waløen (1960) è un ex sciatore alpino norvegese.

## Biografia
Sciatore polivalente, ai Campionati norvegesi Waløen vinse la medaglia di bronzo nella combinata nel 1976, quella di bronzo nello slalom gigante nel 1977, quella di bronzo nella discesa libera nel 1978, quella d'argento nello slalom speciale e nella combinata e quella di bronzo nella discesa libera nel 1980, quella d'argento nella discesa libera nel 1982, quella d'oro nella combinata e quella di bronzo nella discesa libera nel 1983; gareggiò in Coppa del Mondo almeno fino al 1983, senza ottenere risultati di rilievo. Non prese parte a rassegne olimpiche né ottenne piazzamenti ai Campionati mondiali.

## Palmarès

### Campionati norvegesi
- 12 medaglie[senza fonte] (dati parziali fino alla stagione 1975-1976):
  - 1 oro (combinata nel 1983)[3]
  - 4 argenti (slalom speciale, combinata nel 1980; combinata nel 1981; discesa libera nel 1982)
  -  7 bronzi (combinata nel 1976; slalom gigante nel 1977; discesa libera nel 1978; slalom gigante nel 1979; discesa libera nel 1980; slalom gigante nel 1981; discesa libera nel 1983)[senza fonte]